# Hiéroglyphe égyptien N15
L'étoile dans un cercle en hiéroglyphes égyptiens, est classifiée dans la section N « Ciel, terre, eau » de la liste de Gardiner ; cet hiéroglyphe y est noté N15.

## Représentation
Il représente une étoile à cinq branche très fine (hiéroglyphe N14) inscrite dans un cercle. Il est translittéré dwȝt ou dȝt.

## Utilisation
| N15 | t · pr |

| N15 | t · pr |

| d | A | t · N15 |

| d | A | t · N15 |

disparu à cette époque se rapprochant déjà de l'ancien copte ⲧⲏ « l'au delà, les enfers ».